# История Великого Новгорода

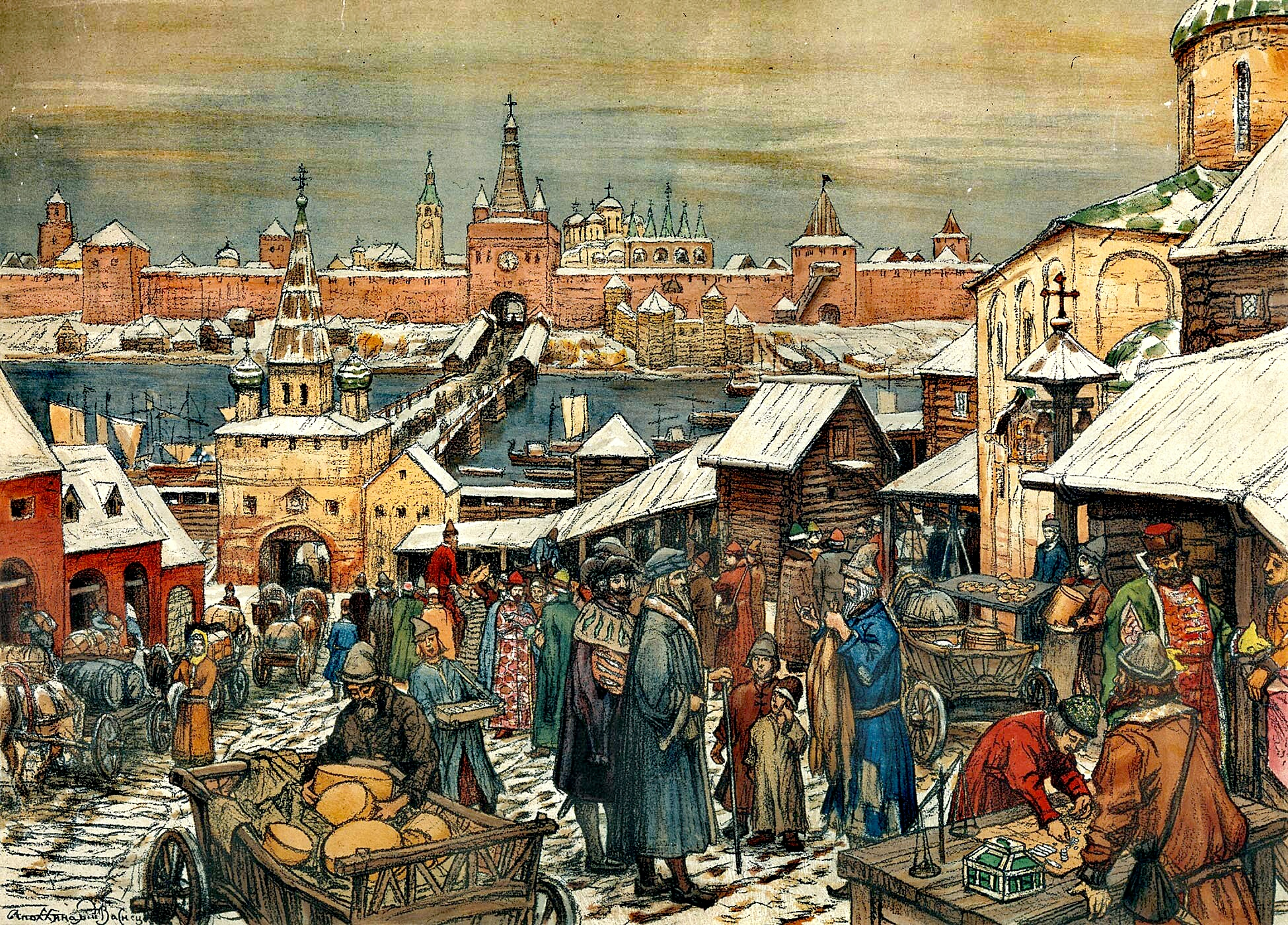
«Новгородский торг XVII века», картина Аполлинария Васнецова, 1908—1909

На территории Новгорода археологами обнаружены стоянки эпохи неолита (4—3 тысячелетия до н. э.). Обзор досредневековых реалий Новгородской земли подробно даётся в ряде материалов.
В VII веке возникло славянское селище на реке Прость. Зачаточное поселение славян на Земляном городище (Старая Ладога) могло возникнуть около 700 года или даже ранее. В первой половине 750-х годов в низовьях Волхова появились скандинавские поселения, но на рубеже 760—770 годов скандинавов вытеснили славяне. В IX веке в истоке реки Волхов на окраине Славенского холма уже существовало поселение Рюриково Городище.
Новгород появился примерно на рубеже IX—X веков или в начале X века у истока Волхова из Ильменя. Во второй четверти X века был построен первый мост через Волхов.
Особенностью Новгорода является то, что он всегда был и остаётся разделён на две части — Торговую и Софийскую стороны, границей между которыми является река Волхов. В прошлом это деление носило не только географический характер, но отражалось и на внутренней истории города. Соперничество жителей Торговой и Софийской сторон нередко приводило к открытым столкновениям на Великом мосту через реку. Второй по значимости после Киева центр Киевской Руси, столица Новгородской республики до её подчинения Московскому княжеству в 1478 году.
На современном научном уровне этнические привязки археологических культур Приильменья спорны; по данным топонимики, округу заселяли славяне, финно-угры и балты. Городища раннего железного века под Новгородом найдены, но следов внушительного поселения не обнаружено. Специалистов привлекает одно из значений скандинавского имени города («Хольмгард») — «скопление поселений, затопляемых во время паводков». Вероятно, Хольмгардом считалась цепочка поселений от истоков Волхова (Перынь, Городище) вплоть до Холопьего городка (напротив Кречевиц, у деревни Новониколаевское) — см. Гардарики. Крупнейшим неукреплённым поселением и, возможно, центром словен в Приильменье в конце 1-го тысячелетия было селище на реке Прость.

## Время возникновения

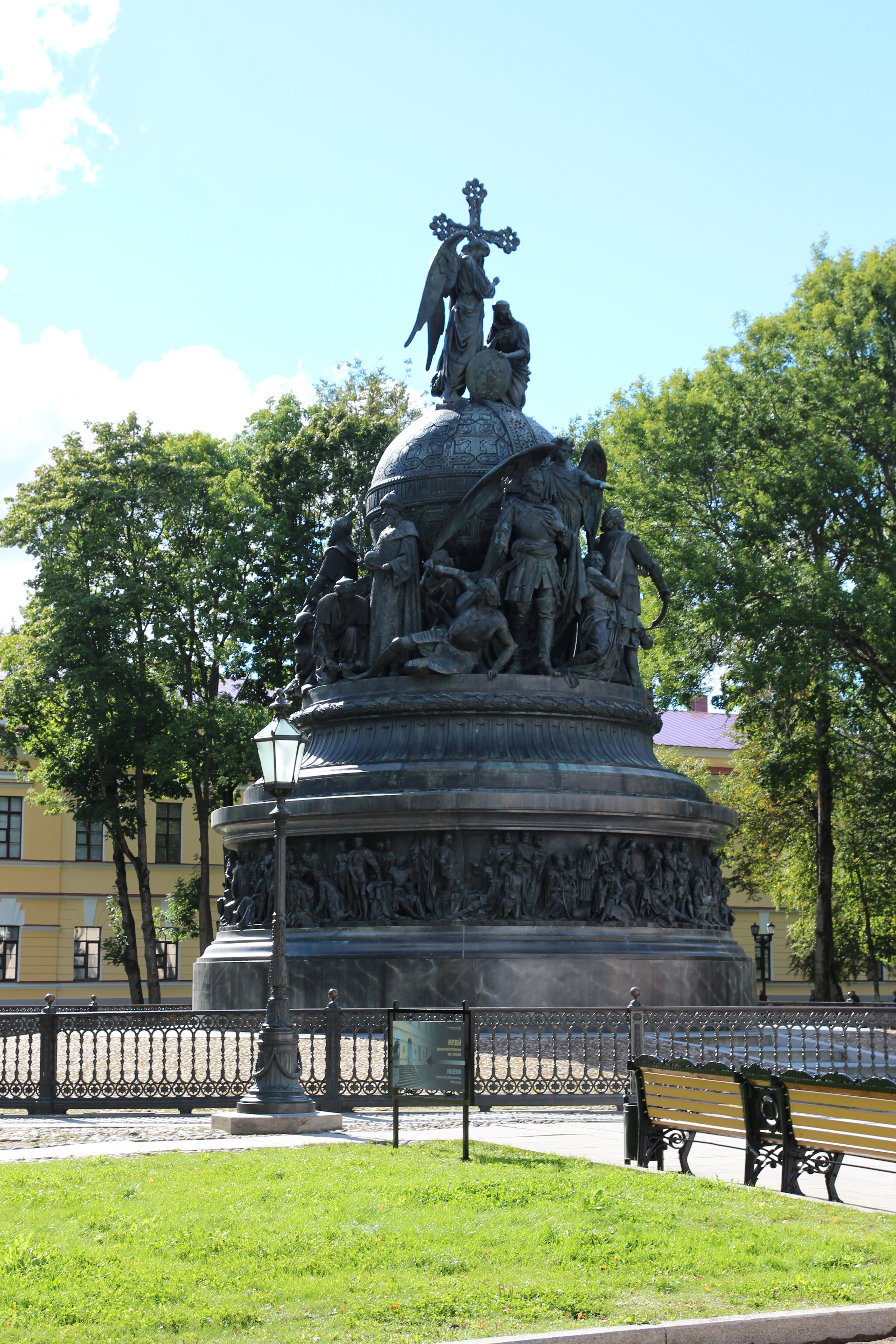
Памятник «Тысячелетие России» (1862)

Официальной датой возникновения Новгорода принято считать 859 год. Эта дата взята из поздней Никоновской летописи, составленной в XVI веке. При этом в самой летописи не сказано об основании города именно в этот год. Под годом 6367 (859 год) приводится запись о смерти Гостомысла, новгородского старейшины, что никак не может признаваться датой возникновения Новгорода. Автором официальной даты основания города стал историк М. Н. Тихомиров, выступивший с докладом на научной конференции в Новгороде накануне 1959 года, что позволило отметить в тот год 1100-летие Новгорода.
В арабских источниках X века упоминается пункт ас-Славийа (Слава, Салау), как один из трёх центров русов наряду с Куйабой (Киевом) и Артанией (идентификация последней неясна). Полагают, что речь идёт о предшествовавшем Новгороду «старом городе» ильменских словен. На роль такого «Старого города» предполагают несколько поселений, среди которых самые вероятные — Рюриково городище и поселение на месте будущего Славенского конца. Самое раннее иностранное упоминание Новгорода (Немогард, Νεμογαρδάς) содержится в сочинении 949 года византийского императора Константина Багрянородного «Об управлении империей». По предположению Т. Н. Джаксон и Е. А. Рыдзевской, Новгород в скандинавских сагах называется Хольмгардом (Holmgård, Holmgarðr) — столицей Гардарики. Дословный перевод этого названия — «островной город» — также наводит на мысль о некоем «старом городе» на восточном берегу Волхова, так как к городу с центром на месте будущего Детинца скандинавское название едва ли применимо. В немецких источниках город назывался Острогардом.
Русские летописи дают разные версии возникновения города. По «Повести временных лет» (Лаврентьевский список) город существовал уже ко времени прихода Рюрика в 862 году и был основан ильменскими словенами в ходе их расселения после переселения с Дуная. По Ипатьевской списку «Повести временных лет»: «Словене же седоша около озера Илмера и прозвашася своим именем и сделаша город и нарекоша и Новгород».

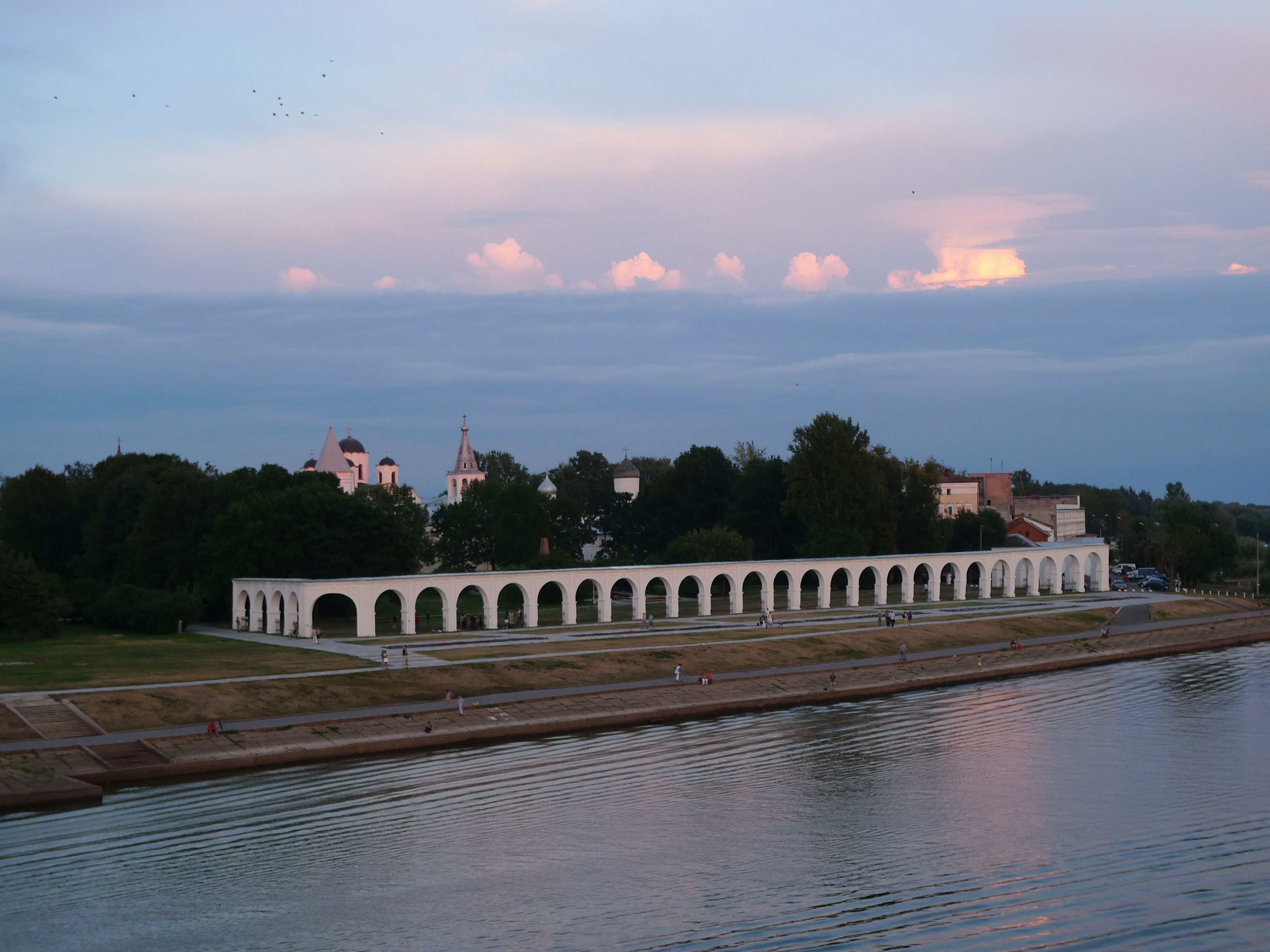
Ярославово дворище

Почти любое обновление поселения у Ильменя затем воспринималось как создание «нового города». Рюрик, по Ипатьевскому списку, сначала княжил в Ладоге и только после смерти братьев «пришед к Ильмерю и сруби городе над Волховом и прозваша и Новгород» (наблюдается некоторое противоречие с сообщением той же летописи об основании города словенами).
Новгородская первая летопись младшего извода упоминает новгородцев в недатированные времена легендарного Кия.

Въ времена же Кыева и Щека и Хорива новгородстии людие, рекомии Словени, и Кривици и Меря: Словенѣ свою волость (своё княжение — во многих других летописях) имѣли, а Кривици свою, а Мере свою; кождо своимъ родомъ владяше…

«Сказание о Словене и Русе», новгородское по происхождению легендарно-историческое сочинение XVII века, называет предшественником Новгорода город Великий Словенск, согласно сочинению, основанный Словеном, легендарным эпонимическим прародителем славян. Конструкция «Сказания…» и его датировки противоречат историческим реалиям.
Как показывают археологические данные, самые ранние из исследованных деревянных мостовых на территории современного Новгорода датируются 930-ми годами (по методике дендрохронологии). Радиоуглеродный анализ спилов с дубовых брёвен городни, обнаруженной на месте бывшей Пречистенской башни Новгородского кремля, показал, что укрепления на месте северной части Детинца существовали уже во второй-третьей четверти X века. Культурный слой IX — начала X веков в Новгороде не обнаружен. Радиоуглеродный анализ образцов сруба предшественника Великого моста, пересекавшего русло Волхова между Никольским собором и утраченным собором Бориса и Глеба, дал дату 959 год ± 25 лет. Древнейшие стили-писа́ла в Новгороде происходят из слоёв 953—989 годов. Однородность материалов по домостроительству и близость керамического набора ранних напластований Троицкого и Неревского раскопов являются важным аргументом против предположения о разноэтничности первоначальных поселений на территории Людина и Неревского концов. В Новгороде в X—XI веках преобладают пятистенные срубы, поставленные на фундаментных площадках, в том числе с отдельно прирубленными сенями. Характер застройки и вещевой комплекс X века свидетельствуют о высоком социальном статусе первопоселенцев. Скандинавы присутствовали среди основателей первых усадеб Новгорода в 930—950-х годах. Распределение скандинавских артефактов на территории города свидетельствует о свободном расселении скандинавов и их престижных позициях в социальной топографии.
Для истории складывания средневекового Новгорода полезны данные по Рюрикову городищу (в черте города с 1999 года) в 2 км к югу от исторической части Новгорода, где поселение датируется с VIII—IX веков. В 2021 году на северном берегу Сиверсова канала были продолжены исследования остатков укреплений в мысовой части Рюрикова Городища, которые были законсервированы в 2003 года из-за высокого уровня воды в Волхове. Основным результатом работ 2021 году явилось открытие цокольной части прясла стены, стоящей на материке в непотревоженном виде. В результате раскопок было установлено существование грандиозного оборонительного сооружения, которое к концу IX века прекратило свое существование. В результате построения дендрохронологической шкалы по дубу О. А. Тарабардиной крепостные сооружения Рюрикова Городища получили абсолютную дату 858—862 годов.

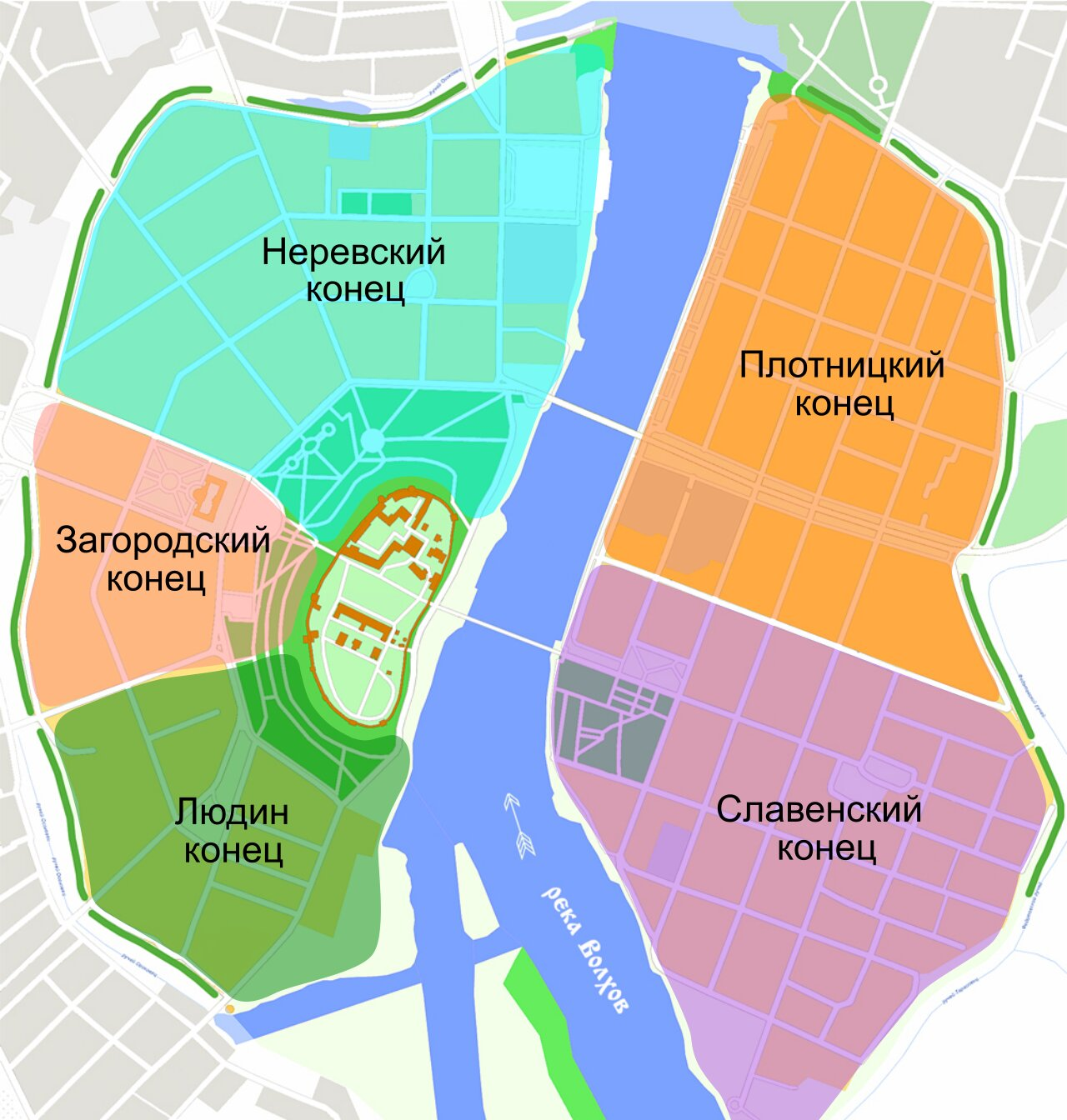
Исторический центр Великого Новгорода

Традиционно одними из ранних поселений, объединением которых возник город, принято считать поселения на месте Неревского, Славенского и Людина концов города. Славенский конец возник на месте посёлка, который в летописях именовался Холм (поселение на возвышенности). Существенных отличий по культуре у этих поселений не выявлено, в 1971 году В. Л. Яниным, М. Х. Алешковским было высказано мнение, что Неревский конец назван по финно-угорскому племени меря (замена начального звука м на н), так как присутствие финно-угров чётко прослеживается в археологических материалах — своеобразных кольцах. Однако, ныне доказано, что меря обитали только в округе Ростова Великого: «на Ростовском озере меря, а на Клещине озере также меря» (Ипатьевская летопись), что подкрепляется археологическими данными. Браслетообразные сомкнутые височные кольца теперь трактуются как преимущественно славянские.

## Центр Новгородской земли
В 862 году по сообщению многих летописей состоялось призвание варягов, ставшее началом Древнерусского государства. В переводе Д. С. Лихачёва «Повести временных лет»:
В год 6370 (862). Изгнали варяг за море, и не дали им дани, и начали сами собой владеть, и не было среди них правды, и встал род на род, и была у них усобица, и стали воевать друг с другом. И сказали себе: «Поищем себе князя, который бы владел нами и судил по праву». И пошли за море к варягам, к руси. Те варяги назывались русью, как другие называются шведы, а иные норманны и англы, а ещё иные готландцы, — вот так и эти. Сказали руси, чудь, словене, кривичи и весь: «Земля наша велика и обильна, а наряда в ней нет. Приходите княжить и владеть нами». И избрались трое братьев со своими родам, и взяли с собой всю русь, и пришли, и сел старший, Рюрик, в Новгороде, а другой, Синеус, — на Белоозере, а третий, Трувор, — в Изборске. И от тех варягов прозвалась Русская земля. Новгородцы же — те люди от варяжского рода, а прежде были словене. Через два же года умерли Синеус и брат его Трувор. И принял всю власть один Рюрик, и стал раздавать мужам своим города — тому Полоцк, этому Ростов, другому Белоозеро. Варяги в этих городах — находники, а коренное население в Новгороде — словене, в Полоцке — кривичи, в Ростове — меря, в Белоозере — весь, в Муроме — мурома, и над теми всеми властвовал Рюрик. И было у него два мужа, не родственники его, но бояре, и отпросились они в Царьград со своим родом. И отправились по Днепру, и когда плыли мимо, то увидели на горе небольшой город. И спросили: «Чей это городок?». Те же ответили: «Были три брата Кий, Щек и Хорив, которые построили городок этот и сгинули, а мы тут сидим, их потомки, и платим дань хазарам». Аскольд же и Дир остались в этом городе, собрали у себя много варягов и стали владеть землёю полян. Рюрик же княжил в Новгороде.
Согласно Никоновской летописи XVI века уже в 864 год новгородцы подняли восстание против варягов во главе с Вадимом Храбрым. Однако восстание было подавлено. В 882 году новгородский князь Олег выступил в поход на Киев и захватив его, сделал своей столицей. С этого времени, на протяжении X—XI веков, Новгород оставался вторым по значимости политическим центром Руси после Киева. Старшие сыновья киевских князей традиционно правили в Новгороде.
В 990—991 годах произошло Крещение Новгорода князем Владимиром, тогда же была учреждена Новгородская епархия.
В 1015 году новгородский князь Ярослав Мудрый поднял восстание против отца. Находившиеся в городе варяги, приглашённые Ярославом в качестве наёмников, творили насилие над новгородцами и их жёнами, после чего были перебиты «во дворе поромони». В ответ на это «самоуправство» Ярослав обманом заманил перебивших варягов «нарочитых» новгородских мужей в свою резиденцию в Ракоме и вероломно убил их.
Сын Ярослава Владимир Ярославич построил в городе Софийский собор и деревянный Детинец.
На раскопе Обороны, 2 за пределами крепостного вала и рва Окольного города в южной части Софийской стороны найдены грунтовые погребения первой половины XI века. От погребённых сохранились только зубы или их фрагменты (зубная эмаль). Комплекс вещей и конструкции погребальных сооружений имеют прямые аналогии в могильниках в Киева, Чернигова, Пскова. В конце XI века на месте этого кладбища появились усадьбы, огороженные частоколом.
В XI веке на Новгород совершили множество набегов полоцкие князья. Всеславу Брячиславичу удалось захватить город в 1067 году. Тогда в Новгороде были разграблены церкви, часть города сожжена, часть населения забрана в рабство.
В 1071 году произошло восстание новгородцев против христианской религии при князе Глебе.
В 1121 году во время голода в Новгороде «ядяху люди лист липов, кору берёзовую, а инии мох, конину».
К началу XII века Новгородская земля включала в себя часть Прибалтики, часть Карелии, южную часть Финляндии, южное побережье Ладоги, Обонежье, берега Северной Двины, обширные пространства европейского севера вплоть до Урала. Общее население Новгорода в начале XI века составляло приблизительно 10—15 тыс., в начале XIII века — 20—30 тыс. человек.

## Столица Новгородской республики
В 1136 году после бегства князя Всеволода Мстиславича с поля битвы у Жданой горы и изгнания его из Новгорода, в Новгородской земле установилось республиканское (вечевое) правление. С этого периода власть в городе фактически принадлежала боярским группировкам из числа которых назначались новгородские посадники. После утверждения самостоятельного боярского управления, приглашение князей на Новгородский стол было необходимым для защиты республики от внешних врагов и для руководства вооружёнными силами Новгорода, поэтому с князьями заключались договорные союзы.
В 1142 году шведский отряд совершает разбойное нападение на торговые судна новгородских купцов, новгородцами были захвачены 3 судна и 150 шведов погибло; финское племя емь нападает на Приладожье.
1143 году в 100 метрах к северу от разрушившегося моста на срубных (ряжевых) опорах был построен новый мост на свайных опорах.
Со второй половины XII века начинаются военные конфликты Новгорода и Швеции за контроль над северным побережьем Финского залива и Ижорской землёй — важными областями, лежащими на торговом пути между Северной Европой и Византией.
В 1169 году впервые в Лаврентьевской летописи, известной по списку XIV века, к названию «Новгород» добавляется компонент «великий» («Великыи Новъгородъ»). В 1170 году новгородцы отражают нападение суздальцев во главе с Андреем Боголюбским, пытавшегося захватить город.
В 1191—1192 годы (наиболее широкая датировка: 1189—1195 годы или 1198—1199 годы) — Новгород заключает первый достоверный международный торговый договор с Готским берегом и немецкими городами. С этого периода начинается активное включение Новгорода в деятельность Ганзейского союза. В Новгороде основываются дворы иноземных купцов «Готский двор» и «Немецкий двор». Центром духовной жизни города становится Юрьев монастырь. 1194 год — неоднократные пожары в Новгороде и на Городище.
Первая треть XIII века характеризуется в Новгороде голодными годами, катастрофическими эпидемиями и общим упадком экономической жизни, наступившим после завоевания монголо-татарами южных и центральных регионов средневековой Руси. 1212 год — в Новгороде в страшном пожаре сгорело 4300 дворов из 5000. 1214—1215 годы — голод в Новгороде.
1227 год — выступление волхвов в Новгороде: «Ижгоша вълхвы 4, творяхуть е потворы деюще, а бог весть; и сожгоша их на Ярославли дворе». 1228 год — новгородцами, ижорцами и карелами было разбито напавшее на Ладогу племя емь; сильные дожди и наводнение в Новгороде и Новгородской земле; люди ели мох, водяной клевер, сосновую и липовую кору. После серии неурожаев 1220 годов архиепископа Арсения выгнали из его палат. Вече послало передать новгородскому князю Ярославу Всеволодовичу, чтобы он немедленно ехал в Новгород, сложил забожничье, запретил княжеским судьям ездить по «области».
1230 год — летние заморозки и непрекращающиеся дожди, длившиеся до зимы, стали причиной самого страшного в истории голода, в начале декабря на улицах Новгорода валялись обглоданные собаками трупы горожан, у людей не было сил хоронить умерших: «инии простая чадь резаху люди живые и ядяху, а инии мёртвые мяса и трупие обрезаече ядяху, а другие конину, псину, кошки». 1231 год — в Новгороде во время затяжного голода вновь бушевал ужасный пожар, спасаясь от которого новгородцы бросались в Волхов, где многие и утонули. Казалось, что город уже никогда не восстановить. Летописец пишет: «Новгород уже кончился». Пожар уничтожил не только строения и имущество, но и запасы продовольствия. Узнав, что Новгороде второй год продолжается голод, немецкие купцы доставили в город хлеб, «думая больше о человеколюбии, нежели о корысти, остановили голод; скоро исчезли ужасные следы его, и народ изъявил живейшую благодарность за такую услугу» (Карамзин Н. М., СС, т. 2—3, с. 499): «прибегоша Немьци и-за-мория с житом и мукою и створиша много добра».
Во время монголо-татарского нашествия Новгород не был захвачен. Батый в 1238 году не дошёл до города 200 км и повернул к югу у урочища Игнач Крест.
В это время в Новгороде правил сын великого князя Владимирского Ярослава Всеволодовича Александр Ярославич. В 1240 году Александр во главе новгородского войска разгромил в Невской битве войска шведов и суми приходит, вторгнувшиеся в устье Невы. В 1241 год — ливонцы и чудь берут новгородские крепости Копорье, Лугу, разоряют окрестности Новгорода; изгоняют князя.
После вторжения немецких крестоносцев новгородцы были вынуждены вновь обратиться к Александру. 5 апреля 1242 года новгородцы во главе с Александром одерживают победу над тевтонскими рыцарями в Ледовом побоище. В 1245 году новгородцы во главе с Александром Невским отражают нашествие Литвы на Западную Русь. После восшествия Александра на великокняжеский престол во Владимире его братья, князья Андрей и Ярослав сбежали в Новгород во время карательного похода (возможно инициированного по просьбе Александра Невского) золотоордынских войск (Неврюева рать), но новгородцы не приняли их, после чего Андрей уехал в Швецию, а Ярослав во Псков. В 1259 году при поддержке Александра Невского монголы провели в Новгороде перепись для сбора дани («тамги и десятины»).
В 1259—1260 или 1262—1263 годы Новгород заключает новый торговый договор с Готским берегом, Любеком и немецкими городами.
В 1269 году Ганзейский союз ввёл эмбарго против Новгорода: новгородцы могли торговать только с Готландом, при условии поездок туда на немецких судах. К XIII веку относятся древнейшие дошедшие до нас новгородские летописи (Новгородская первая летопись). 1293 год — татаро-монголы вторгаются в новгородские пределы (Дюденева рать).
В 1323 году новгородцы основывают крепость Орешек в истоке Невы и останавливают шведскую экспансию; заключается Ореховский мир — первый в русской истории «вечный мир» русского княжества с соседней страной. 1340 год — большой пожар из-за урагана в Новгороде. В 1392 году заключается Нибуров мир с Ганзой. 1407 год — 6 июня «погоре Неревьскыи конец до города, и святаа София огоре вся, и двор владычен и Людго́ща улица; а церквии каменых 12 огоре, а деревянных 6 сгоре».
Около 1416 года в Новгороде представители боярских семейств были избраны посадниками и тысяцкими и образовали Совет господ. Республика превращалась в кастовое, олигархическое государство. В 1420 году в Новгороде началась чеканка собственной серебряной монеты Новгородки. В 1440 году была принята Новгородская судная грамота, памятник русского права. 1446 год — голод в Новгороде; магистр Ливонского ордена устраивает блокаду и посылает флот для осуществления блокады к устью Невы.
В 1471 году Иван III Великий разбил новгородское войско в Шелонской битве. Это предопределили окончательно падение независимости Новгородской республики.

## В составе Русского государства
15 января 1478 года, после приведения к присяге на подданство и полное повиновение великому князю Ивану III всех жителей Новгорода, прекращает своё существование Новгородская республика. После череды войн с Москвой (Московско-новгородские войны 1456, 1471 и 1477—1478 годов), голода, опустошения и болезней город утрачивает свою независимость. Вече было отменено, вечевой колокол увезён в Москву; власть в городе получают великокняжеские наместники. Многие боярские семьи были высланы из Новгорода. Именно благодаря этому в Москве возникает Лубянка — после того, как Иван III приказал новгородцам, проживавшим в новгородском районе Лубяница и выселенным в Москву после падения республики, селиться в этом месте. Ими же там была построена церковь Святой Софии — по подобию Софийского собора в Новгороде. Тогда же было проведено перераспределение конфискованных усадеб и земель. В 1494 году, воспользовавшись казнью двух русских в Ревеле как поводом для разрыва связей с Ганзейским союзом, Иван III закрывает ганзейскую контору в Новгороде и конфискует все товары (общей стоимостью в сто тысяч гривен). Тем не менее, была сохранена система местного самоуправления, за Новгородом сохранялось право чеканить собственные деньги (новгородская денга), было возвращено право дипломатических отношений с соседними странами.
В годы правления великого князя Ивана III в Новгороде возникает, а затем и распространяется на Москву ересь жидовствующих.
В 1508 году в Новгороде свирепствует мор (по свидетельству летописца, мор продолжается три осени подряд), умерло 15 396 человек (согласно третьей Новгородской летописи). В тот же год происходит страшный пожар — сгорела вся Торговая сторона. Пожар длится двое суток, сгорело 3315 новгородцев.
Правление великого князя Василия III для Новгорода стало сравнительно благополучным. Растёт население города, идёт оживлённое строительство. В 1514 году была вновь разрешена внешняя торговля. Город вновь получил право собирать налоги.
В 1539 году на новгородских улицах появилась решёточная стража: у входов на улицы установили решётки, запиравшиеся на ночь.
В 1565 году, после того как царь Иван Грозный разделил Русское государство на опричнину и земщину, Софийская сторона города вошла в состав последней.
Огромный урон городу нанёс опричный погром, учинённый зимой 1569/1570 годов войском, лично возглавлявшимся Иваном Грозным. Поводом к погрому послужил донос и подозрения в измене (как предполагают современные историки, новгородский заговор был придуман фаворитами Грозного Василием Грязным и Малютой Скуратовым). Были разграблены все города по дороге от Москвы до Новгорода, по пути Малюта Скуратов лично задушил в тверском Отроческом монастыре митрополита Филиппа. Число жертв в Новгороде было по разным источникам современников от 27 до 700 тысяч человек (число 700 тысяч жертв — совершенно нереальное, так как в 1546 году в городе было всего 35 тыс. населения). В Новгороде разгром длился 6 недель, людей тысячами пытали и топили в Волхове. Город был разграблен. Имущество церквей, монастырей и купцов было конфисковано.

### Новгород в Смутное время

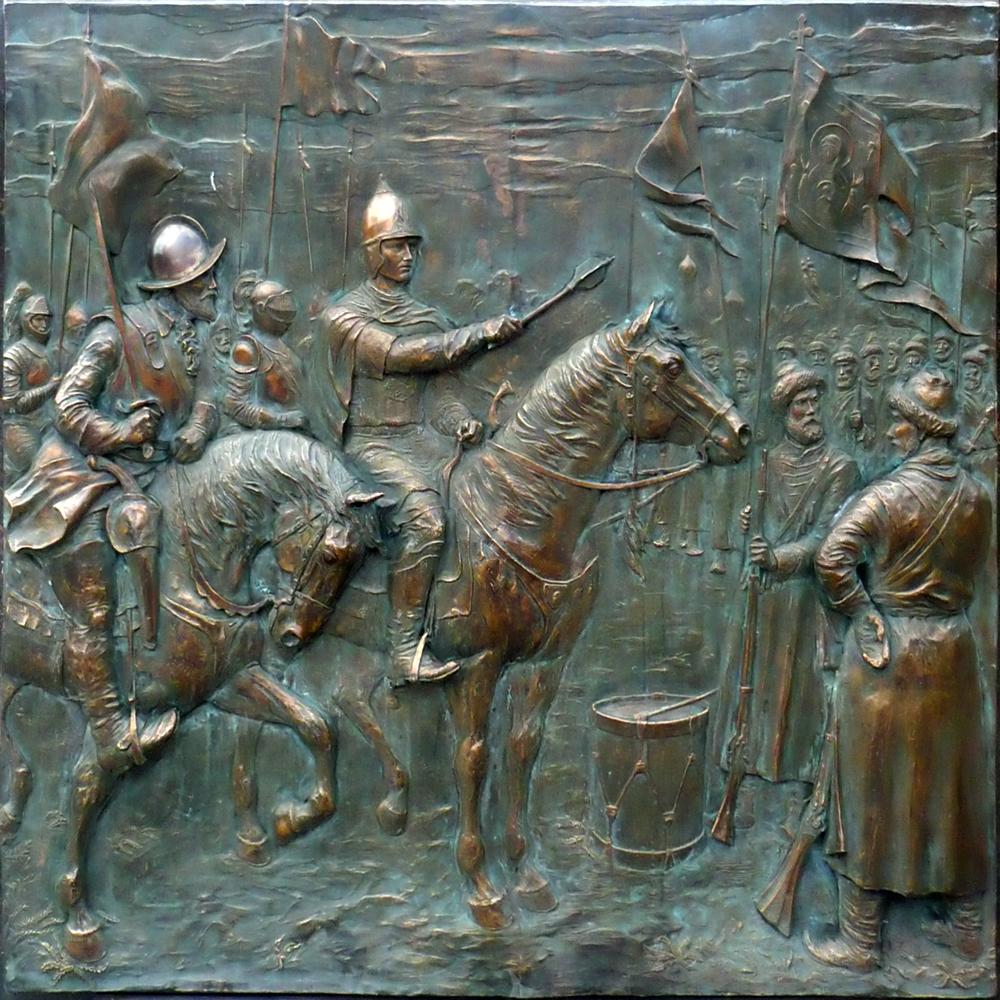
Стела «Город воинской славы» (Великий Новгород), 2010. Барельеф «Поход ополчения под началом М. В. Скопина-Шуйского на помощь осаждённой Москве»

В 1609 году, после подписания Выборгского трактата, в Новгород прибывает шведский вспомогательный корпус под командованием Я. П. Делагарди и Э. Горна, который совместно с русскими войсками под командованием князя М. В. Скопина-Шуйского участвует в борьбе против сторонников Лжедмитрия II и польских интервентов. В 1611 году, воспользовавшись политической ситуацией, шведы начинают захватывать пограничные новгородские земли — были захвачены Корела, Ям, Ивангород, Копорье и Гдов. 16 июля 1611 года Новгород был атакован шведским войском; из-за предательства и отхода московского воеводы Бутурлина со своим отрядом, город оказался быстро захвачен.
25 июля 1611 года между Новгородом и шведским королём был подписан договор, согласно которому шведский король объявлялся покровителем России, а один из его сыновей (королевич Карл Филипп) становился московским царём и Новгородским великим князем. Таким образом, Новгородская земля стала формально независимым Новгородским государством, находящимся под шведским протекторатом, хоть на деле это и являлось шведской военной оккупацией города. Во главе его находились с русской стороны Иван Никитич Большой Одоевский, со шведской — Якоб Делагарди.
Во время отсутствия Делагарди зимой 1614—1615 годов шведскую военную администрацию в Новгороде возглавил Эверт Горн, который повёл жёсткую политику на присоединение новгородских земель к Швеции, объявив, что Густав Адольф сам желает быть королём в Новгороде. Такое заявление не приняли многие новгородцы, перейдя на сторону Москвы, они стали выезжать с Новгородского государства. Одоевский же послал в Москву своих послов, архимандрита Киприана и нескольких выборных. Послы явились к боярам и били челом, что неволей целовали крест королевичу, а теперь хотят просить у царя, чтобы он вступился за Новгородское государство и не дал бы ему окончательно погибнуть от шведского произвола. Царь Михаил Фёдорович принял послов очень милостиво и велел дать им две грамоты: одну официальную, в которой все новгородцы назывались изменниками, а другую тайную, в которой царь писал, что он прощает новгородцам все их вины. Послы возвратились с двумя такими грамотами в Новгород, официально показывали только одну грамоту, но тайно распространяли среди народа другую.
Освобождение исконных земель Северо-Западной Руси вместе с Новгородом явилось причиной войны со шведами, которая завершилась подписанием 27 февраля 1617 года Столбовского мирного договора и Новгород вернулся под контроль Москвы. Итоги шведской оккупации для Новгорода оказались весьма плачевными — половина города была сожжена, в живых оставалось всего 527 горожан. В опустошённом крае бушевали голод и болезни.
Одним из наиболее полных собраний документов в Новгороде во время шведской оккупации является Новгородский оккупационный архив, хранящийся в Государственном архиве Швеции в Стокгольме.

### После Смуты

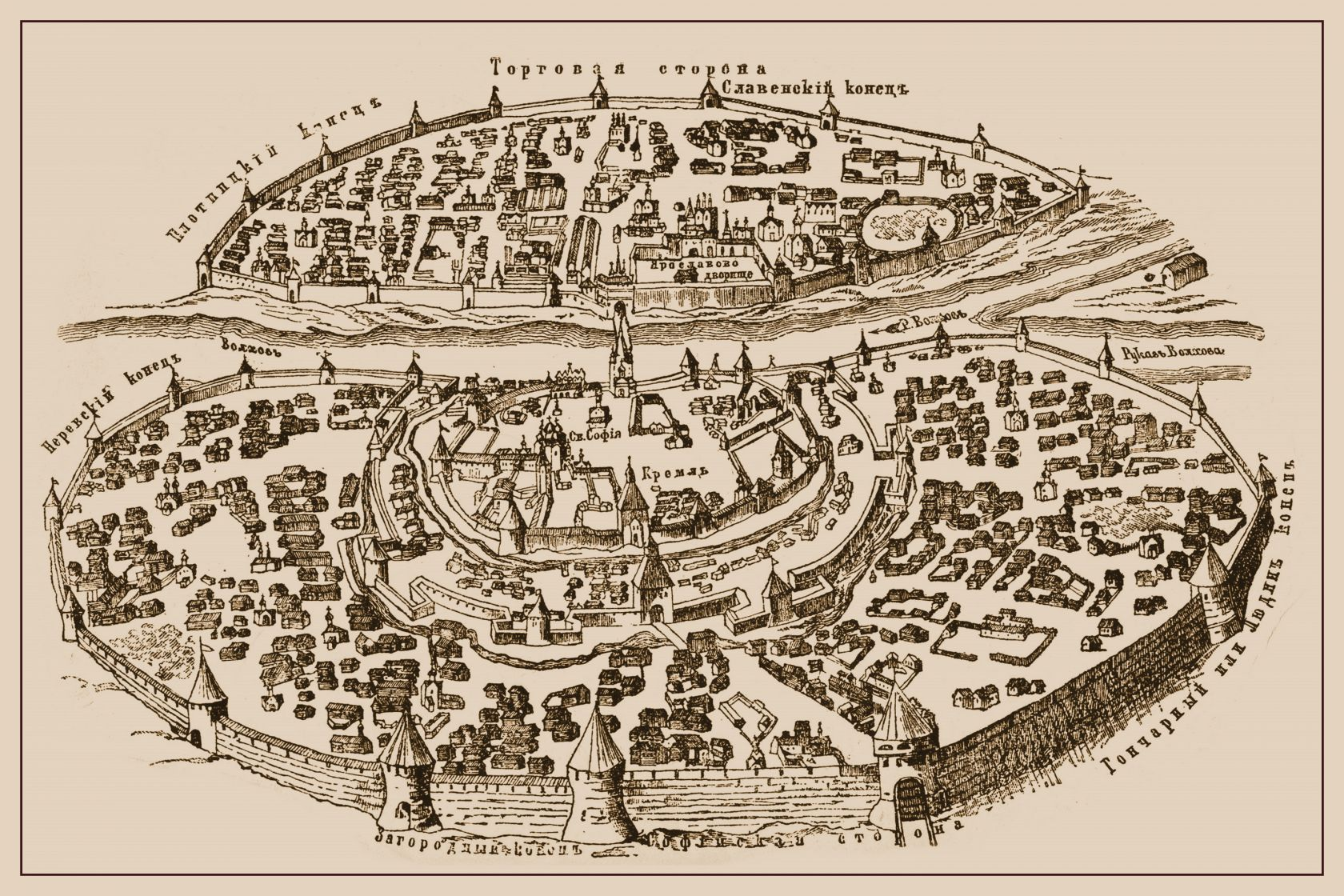
Карта-схема Великого Новгорода на конец XVII века

С 1607 по 1623 годы число тяглых дворов в Новгороде сократилось с 1 498 до 729, а тяглых людей с 1 833 до 850 человек. Положение Новгорода после разорения было тяжёлым. Росло число беженцев из территорий, отошедших по Столбовскому договору к Швеции; с трудом восстанавливалось разрушенное хозяйство. Из-за роста цен на хлеб в 1650 году в городе вспыхивает хлебный бунт. В дни восстания в городе на стороне царя Алексея Михайловича оставался митрополит Никон, который предал анафеме бунтовщиков (за это он был жестоко избит). Поведение Никона во время бунта укрепляет его позиции; в 1652 году он становится московским патриархом. Вскоре, с началом реформ Никона, в Русской православной церкви происходит раскол, затронувший, в первую очередь, новгородскую епархию.

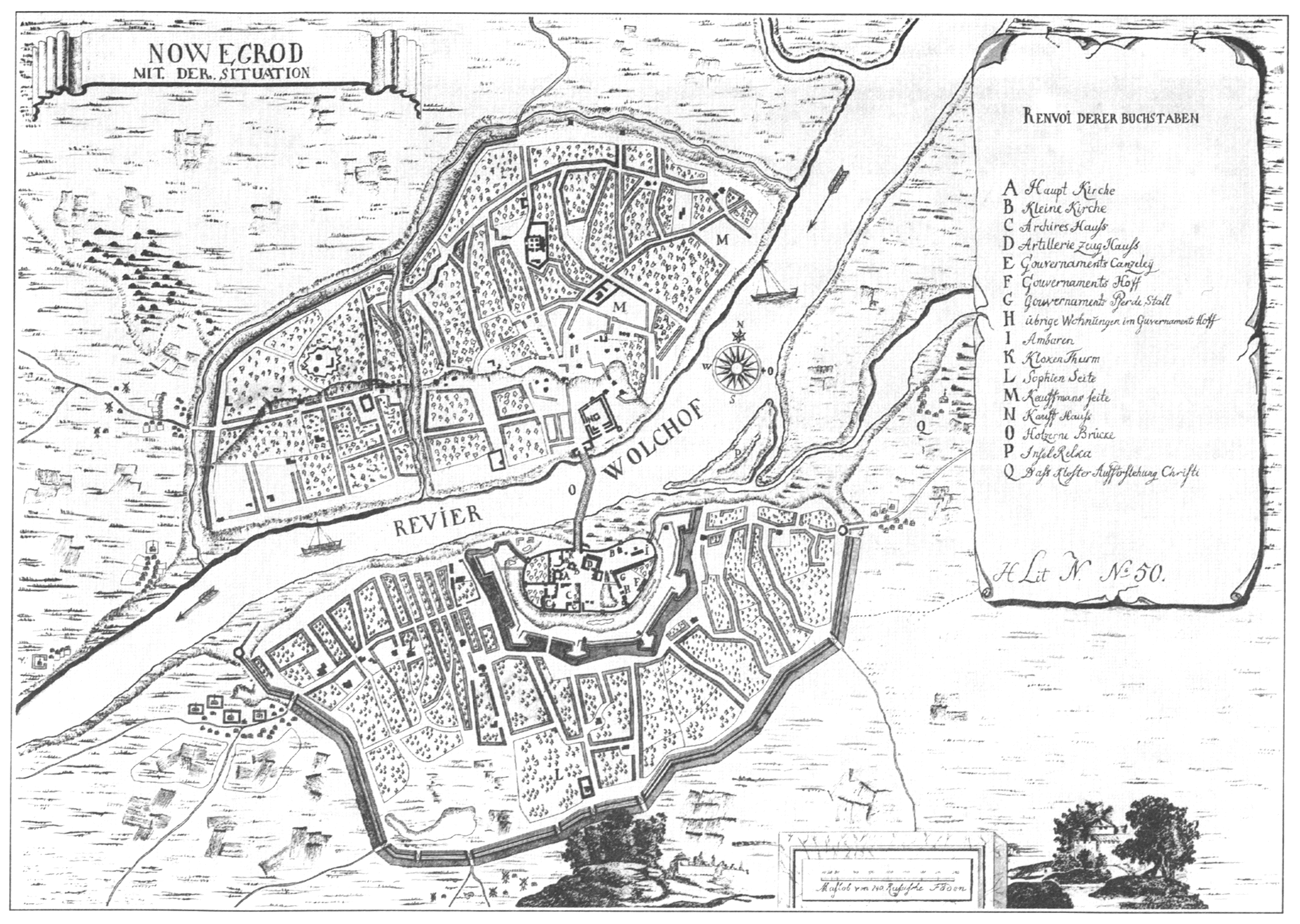
План Новгорода в первой половине XVIII века

В 1700 году начинается Северная война, которая вначале омрачается тяжёлыми поражениями русских войск. После поражения под Нарвой Пётр I спешно готовит крепостные укрепления Новгорода к возможной осаде шведов. Шведские войска не дошли до Новгорода; тем не менее, новгородский полк сыграл важную роль в Полтавском сражении 1709 года.
В 1703 году, в связи с основанием новой столицы Российского государства многие мастера из Новгорода были привлечены к её строительству. В то же время Новгород окончательно теряет своё былое значение как торговый пункт и превращается в обычный провинциальный город.
В конце 1708 года Пётр I провёл административную реформу, разделив всю Россию на восемь губерний. В состав Ингерманландской, или Петербургской, губернии вошли Новгородские, Псковские, Белозёрские земли, а также Северное поморье. Впоследствии все губернии были поделены на провинции, а те, в свою очередь, на дистрикты. Новгород стал центром одной из одиннадцати провинций, входивших в состав Санкт-Петербургской губернии.
По ревизии 1719 года в Новгороде проживало 2 303 плативших подати мужчин, а в 1744 году только 1 507.

## Центр Новгородской губернии

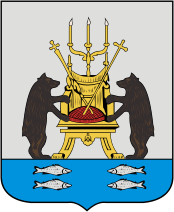
Герб (1781)

В 1727 году была образована Новгородская губерния с центром в Новгороде.
В 1764 году на должность новгородского губернатора императрицей Екатериной II был назначен Яков Ефимович Сиверс. При нём в Новгороде начались большие строительные работы. Запущенный провинциальный город предстояло превратить в губернскую столицу. Указом императрицы от 1778 года был утверждён новый генеральный план Новгорода, разработанный столичными архитекторами. Древняя планировка города заменялась регулярной, вместо старинных улиц пролегли новые, проведённые по линейке. Появились целые кварталы каменных зданий, были реконструированы Гостиный двор, митрополичьи палаты, построены новый мост на каменных опорах через Волхов, гимназия, канцелярия и острог.

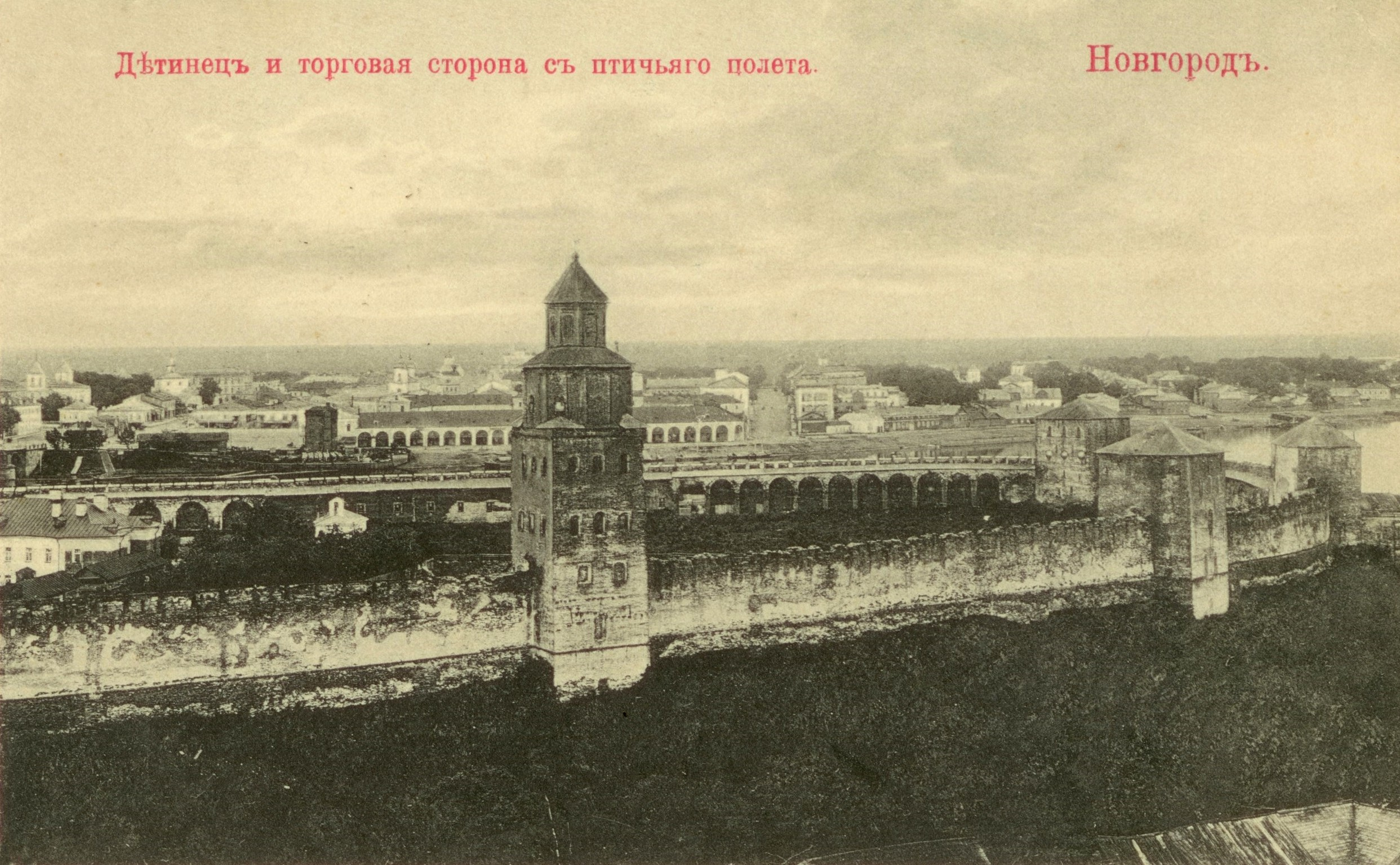
Детинец и торговая сторона с птичьего полета, конец XIX века

В 1771 году рядом с Ярославовым дворищем был возведён Путевой дворец для Екатерины. Императрица останавливалась в нём в 1780 году во время своего путешествия в западные губернии.

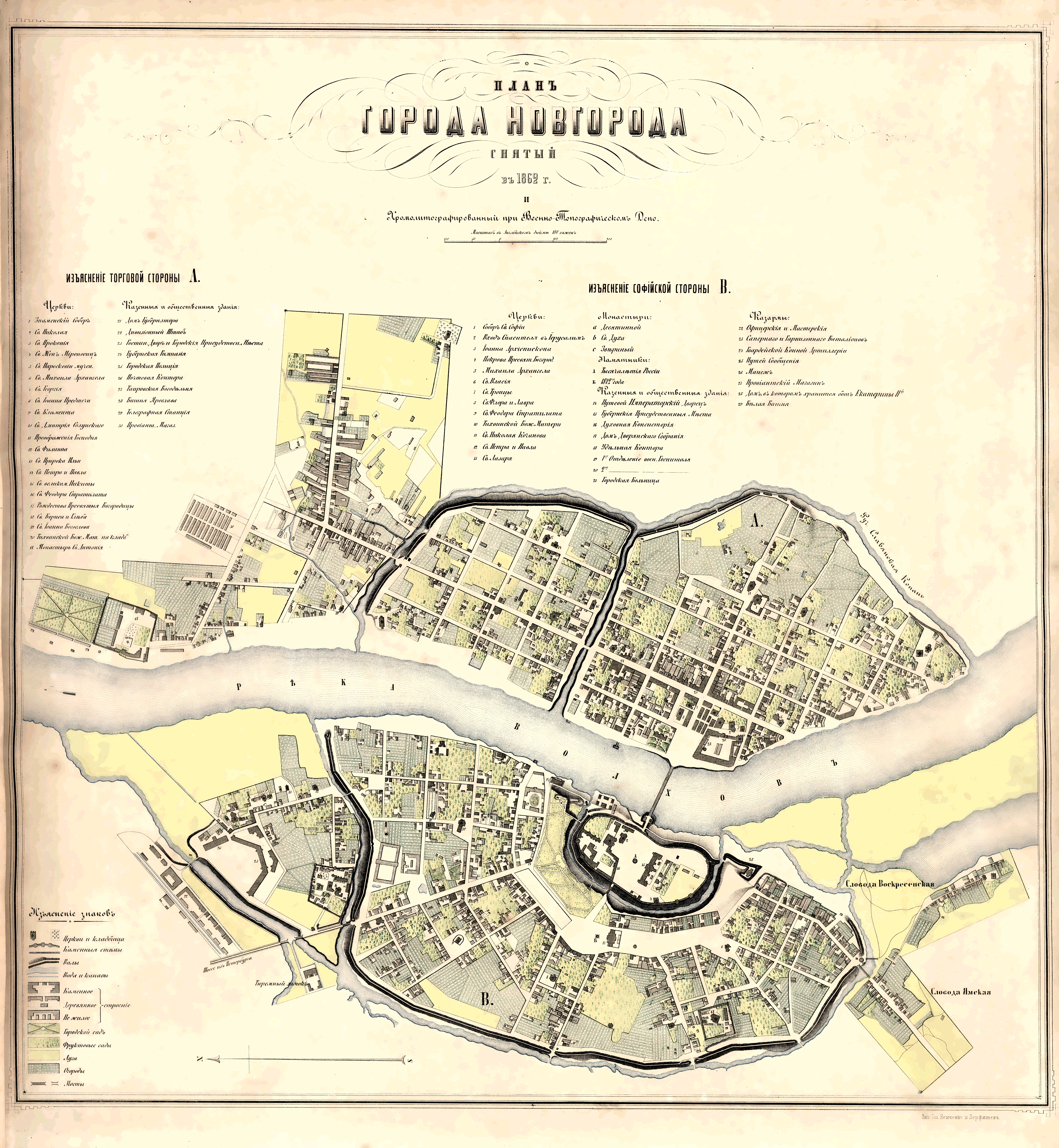
План Новгорода в 1862 году

В первой половине XIX века Новгород становится центром военных поселений. В то же время в городе почти отсутствует промышленное производство. В «Памятной книжке Новгородской губернии за 1875 год» отмечается, что в Новгороде проживает 17 384 человека вместе с воинскими частями. На 12 небольших предприятиях трудилось всего 63 рабочих. Мелкие фабрики и заводы полукустарного типа занимались пивоварением, кожевенным производством. Они выпускали черепицу, кирпич, свечи. Из общего числа жителей военнослужащие и отставные нижние чины составляли почти треть населения. Преобладали в городе дворяне и священнослужители. Их было 3829 человек. На территории города действовало 37 церквей, 4 монастыря, 13 часовен. Слабо развитая промышленность и связанная с этим незначительная прослойка рабочего класса среди населения города послужили причиной использования города как места ссылки. Так, в 1841—1842 годах в Новгороде отбывал ссылку писатель А. И. Герцен (в ссылке Герцен находился в должности советника губернского правления).

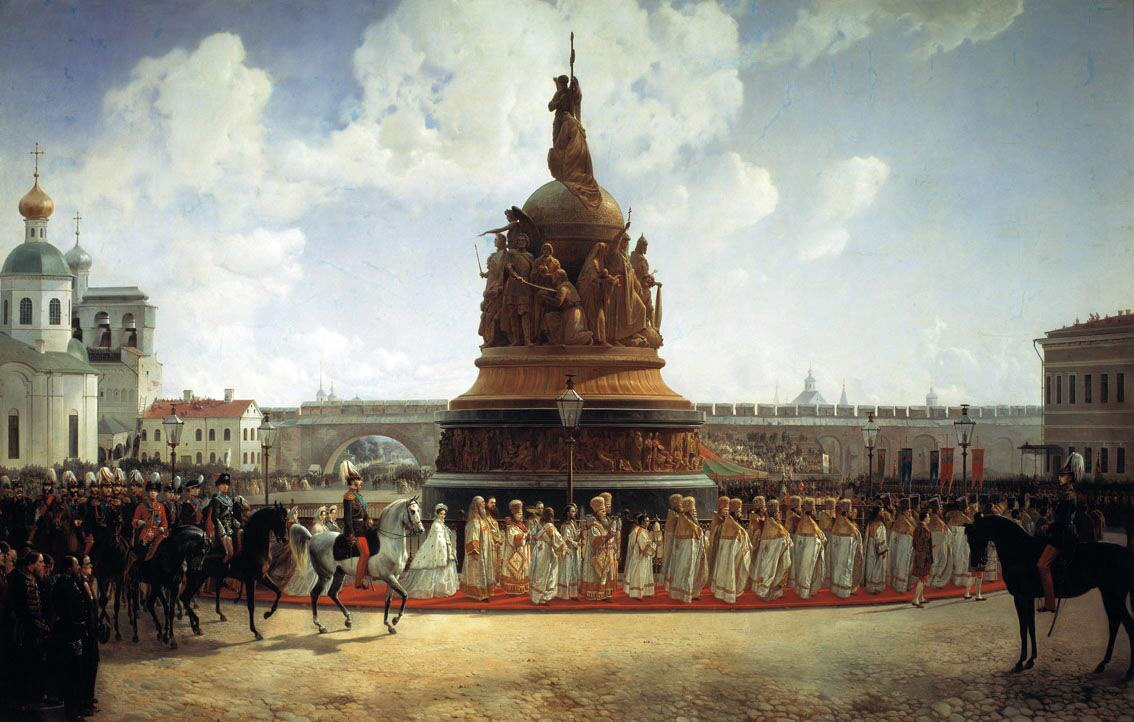
Торжественное открытие памятника «Тысячелетие России» в присутствии императора Александра II, 1862

Одной из самых ярких страниц в истории Великого Новгорода XIX века стало празднование в 1862 году 1000-летия Российского государства. В честь этого события по проекту М. Микешина в центре новгородского кремля воздвигается памятник Тысячелетию России. Специально в честь празднования было учреждено временное генерал-губернаторство, которое лично возглавил великий князь Николай Николаевич. Памятник был открыт в присутствии императора Александра II.
Несмотря на возросший интерес к своей истории, Новгород и в конце XIX века, и в начале XX века оставался типичным провинциальным городом Российской империи (а затем и Советской России), несмотря на статус губернской столицы. В 1871 году в город была подведена железная дорога.

## После революции
14 (27) апреля 1917 года в Новгороде был образован Новгородский губернский Совет рабочих, солдатских и крестьянских депутатов. 27 октября (9 ноября) 1917 года Совет заявил о признании Советской власти, однако потребовал при этом создания «коалиционного социалистического правительства». 13 (26) ноября 1917 года по решению исполкома Новгородского Совета был сформирован Военно-революционный комитет под председательством большевика Н. Д. Алексеева, начавший ликвидацию действовавших ещё в городе органов Временного правительства. 5 (18) декабря 1917 года новый состав губисполкома приступил к выполнению декретов Советской власти.
В 1927 году в рамках проводимой в СССР административно-территориальной реформы Новгородская губерния вошла в состав Ленинградской области. Новгород стал центром Новгородского округа, но через два года округ был упразднён. Утрата статуса губернского центра в условиях планового хозяйства означала лишение региона централизованного финансирования. Ленинградское руководство во главе с С. М. Кировым рассматривало Новгородчину как сельскую окраину. Никакой индустриализации не планировалось, Новгород превращался в заштатный город, «сто первый километр» для высылки из Ленинграда нежелательного элемента.

## В годы Великой Отечественной войны

Картина «Бегство фашистов из Новгорода», Кукрыниксы, 1944—1946

Во время Великой Отечественной войны город был оккупирован немецкими и испанскими войсками («Голубая дивизия»). Нацистами была организована управа, подчинявшаяся местной военной комендатуре. Новгородский историк Борис Ковалёв в своей опубликованной монографии «Повседневная жизнь населения России в период нацистской оккупации» подробно описывал особенности пребывания немцев в Новгороде и коллаборационную структуру, определив её «достаточно типичной для оккупированной территории России»: так, одними из известных сторонников сотрудничества с гитлеровцами были ранее репрессированные новгородец Василий Пономарёв и Борис Филистинский; отмечалось, что город должен был войти в комиссариат «Остланд».
Оккупация города продолжалась с 15 августа 1941 года по 20 января 1944 года. Война нанесла огромный и во многом непоправимый ущерб памятникам как самого города, так и его окрестностей. Сгорели все деревянные здания. Из новгородского музея, который не был своевременно эвакуирован полностью, были расхищены ценнейшие коллекции по археологии, истории и искусству. Было разрушено практически всё городское хозяйство и промышленные предприятия, превращены в развалины всемирно известные памятники новгородского зодчества. Материальный ущерб, причинённый Новгороду, согласно сообщению Чрезвычайной комиссии о злодеяниях фашистских захватчиков, составил свыше 11 млрд рублей.
Крест Софийского собора, демонтированный и увезённый оккупантами в годы войны, возвращён в 2004 году испанцами и находится в Соборе. Один из разрушенных немцами храмов Церковь Успения на Волотовом поле был восстановлен в начале 2000-х на немецкие деньги.
Ленинградско-Новгородская операция и Новгородско-Лужская наступательная операция привели к освобождению города к 20 января 1944 года.
В декабре 1947 году в Новгороде прошёл последний в СССР открытый процесс над нацистскими преступниками.

## Центр Новгородской области
5 июля 1944 года Указом Президиума Верховного Совета СССР была образована Новгородская область. Превращение Новгорода в административно-хозяйственный центр области благотворно сказалось на ускорении его восстановления. 1 ноября 1945 года Новгород был включён в число пятнадцати городов, подлежащих первоочередному восстановлению. Кроме того, выносится специальное постановление о реставрации памятников архитектуры. Одним из первых был восстановлен памятник Тысячелетие России; памятник был вновь торжественно открыт ещё 5 ноября 1944 года.

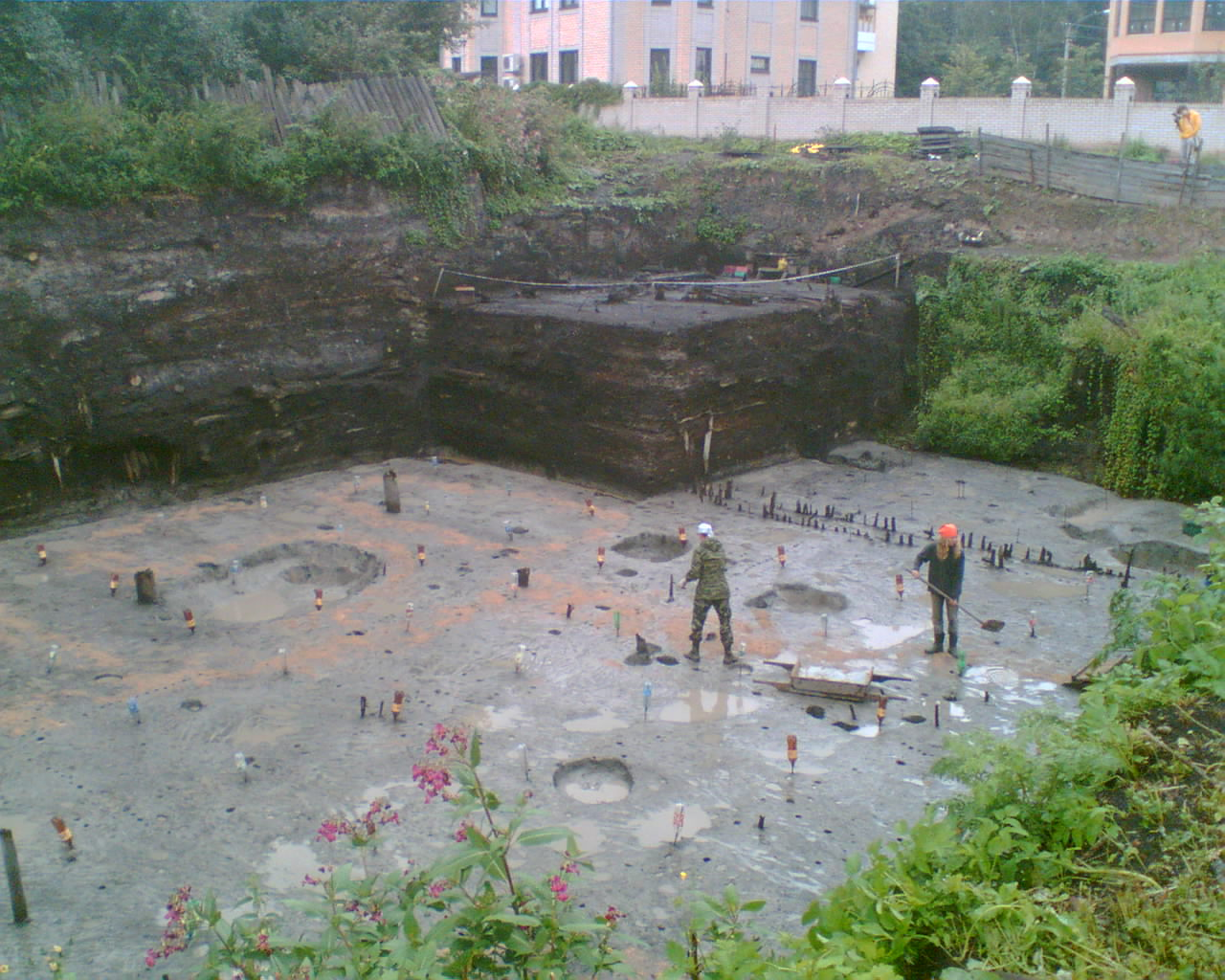
Троицкий раскоп в Великом Новгороде

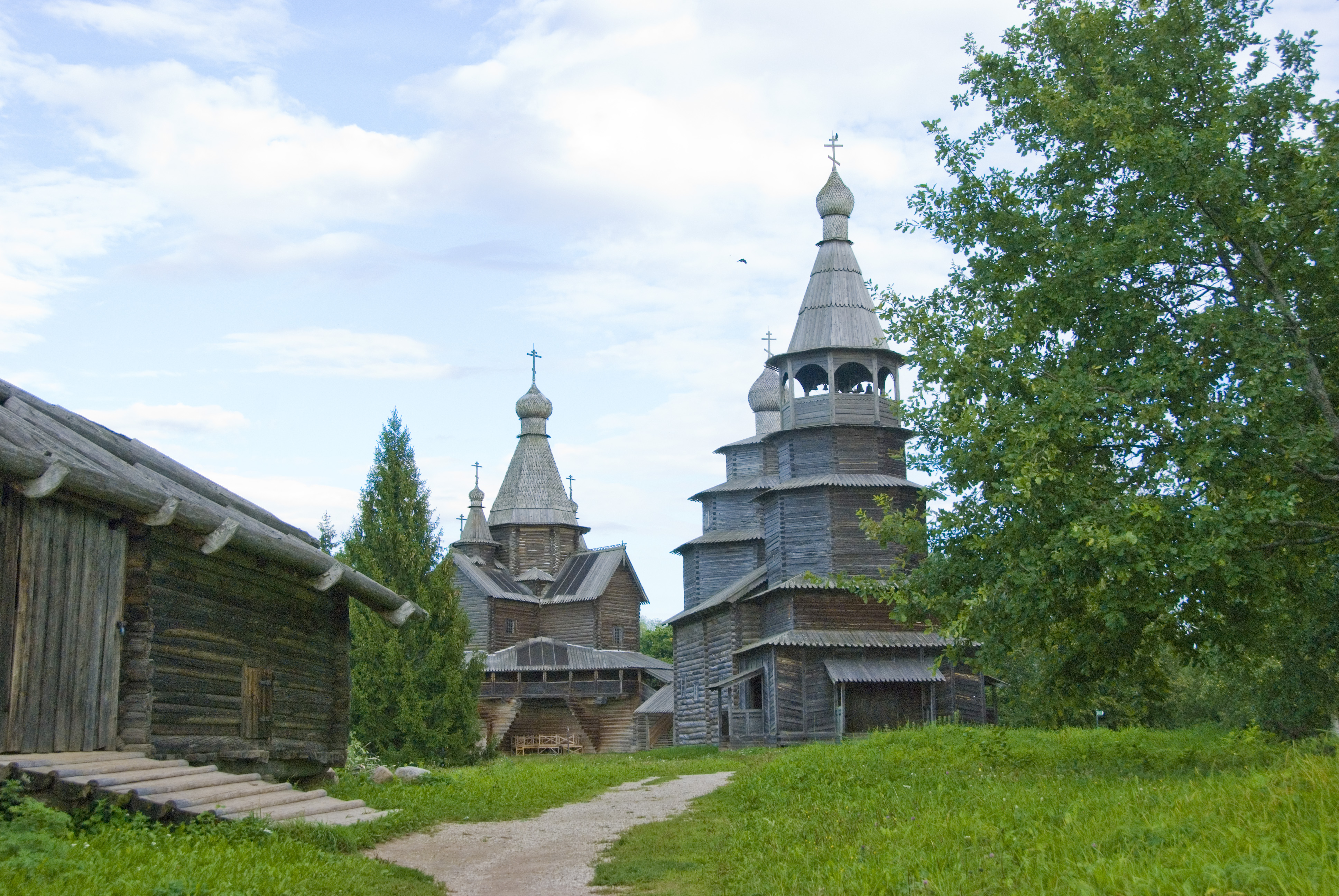
На территории музея народного деревянного зодчества «Витославлицы»

Первые годы восстановления Новгорода были самыми тяжёлыми для горожан. Им приходилось жить в землянках, подвалах. Отсутствовали необходимые строительные материалы, ощущался острый недостаток в рабочих-строителях. Из-за недостатка материалов на кирпичи были разобраны сохранившиеся коробки здания Городской думы и торговых рядов на Ярославовом дворище. Была наполовину разобрана аркада Гостиного двора, однако после вмешательства историков она была восстановлена и в настоящее время формирует неповторимый облик Торговой стороны со стороны реки Волхов.
К работе над проектом генплана был привлечён архитектурный коллектив, возглавляемый академиком А. В. Щусевым. В основу генплана города был положен принцип органического сочетания нового строительства с памятниками древнерусского зодчества путём активного включения последних в современную застройку города. Проект генплана был утверждён 22 декабря 1945 года Советом Министров РСФСР. Данный генплан был реализован далеко не полностью — в дальнейшем в центре города появилось высотное строительство, промышленные предприятия, ради экономии строились здания типовой архитектуры. Из наиболее знаковых построек того времени следует выделить здание железнодорожного вокзала, построенного по проекту архитектора И. Г. Явейна в 1953 году.
Наличие больших свободных площадей и пустырей после разборки завалов разрушенных зданий в центре города позволило начать в послевоенные годы обширные археологические исследования. Результатом этих исследований стали многочисленные находки предметов древнерусского искусства и повседневного быта. Одной из важнейших находок стало открытие 26 июля 1951 года первой берестяной грамоты, всего за годы исследований в Новгороде было найдено свыше 1000 берестяных грамот. С 1962 года Новгородской археологической экспедицией руководил историк и археолог В. Л. Янин. Под его руководством в 2000 году в Новгороде была найдена древнейшая книга Руси Новгородский кодекс.
К 1953 году промышленное производство Новгорода превысило довоенный уровень. В 1950—70-е гг. проводятся основные реставрационные работы памятников архитектуры. Город получает известность как центр всесоюзного и международного туризма.
В последующие годы происходит промышленное развитие города — создаются предприятия электронной промышленности; в 1967 году первую продукцию даёт новгородский химический комбинат. Строятся новые жилые районы с многоэтажной застройкой (Западный, Северный).
В 1964 году неподалёку от древнего Юрьева монастыря на берегу озера Мячино началось создание музея народного деревянного зодчества «Витославлицы» .
23 июня 1983 года Указом Президиума Верховного Совета СССР за успехи, достигнутые трудящимися города в хозяйственном и культурном строительстве, активное участие в борьбе с немецко-фашистскими захватчиками в годы Великой Отечественной войны Новгород был награждён орденом Трудового Красного Знамени.
22 сентября 1989 года Указом Президиума ВС РСФСР районное деление в Новгороде ликвидировано.

## В современной России
В 1992 году решением ЮНЕСКО исторические памятники Новгорода и окрестностей отнесены к всемирному наследию.
11 июня 1999 года Президент Российской Федерации Борис Ельцин подписал федеральный закон «О переименовании г. Новгорода — административного центра Новгородской области в город Великий Новгород». Также в 1990-е годы были восстановлены многие древние названия улиц в центре города. В 1999 году Рюриково городище включено в черту Новгорода.
В 2003, 2006 и 2007 годах Великий Новгород становится победителем Всероссийского конкурса финансового развития экономики России «Золотой рубль» по экономическим показателям финансового развития в категории «столица» по Северо-Западному Федеральному округу. В 2010 году город стал победителем конкурса «Самый благоустроенный город России».
28 октября 2008 года Великому Новгороду присвоено звание «Город воинской славы». В ознаменование присвоения городу почётного звания 8 мая 2010 года был открыт памятник-стела «Город воинской славы».
В 2021 году на месте Троицкого раскопа началось проектирование и строительство Национального историко-археологического центра имени академика Янина. 25 мая 2021 года в составе Новгородского музея-заповедника в Лихудовом корпусе Новгородского Кремля открылся Музей письменности, посвящённый истории письменности. Отдельный зал в музее посвящён берестяным грамотам.